# ATP Challenger Porto Alegre
Das ATP Challenger Porto Alegre (offizieller Name: ANO II Brasil Tennis Open) ist ein Tennisturnier in Porto Alegre, Brasilien, dass zwischen 2012 und 2015 sowie seit 2024 stattfindet. Es ist Teil der ATP Challenger Tour und wurde im Freien auf Sand ausgetragen. Guillermo Durán ist mit zwei Titeln im Doppel Rekordsieger des Turniers. Bereits von 1979 bis 1986 fand an selber Stelle ein Turnier statt.

## Liste der Sieger

### Einzel
| Jahr                         | Sieger                     | Finalgegner               | Ergebnis           |
| ---------------------------- | -------------------------- | ------------------------- | ------------------ |
| 2025                         | Santiago Rodríguez Taverna | Nikolás Sánchez Izquierdo | 4:6, 6:4, 7:66     |
| 2024                         | Ergi Kırkın                | Daniel Dutra da Silva     | 6:3, 7:5           |
| 2016–2023: nicht ausgetragen |                            |                           |                    |
| 2015                         | Guido Pella                | Diego Schwartzman         | 6:3, 7:65          |
| 2014                         | Carlos Berlocq             | Diego Schwartzman         | 6:4, 4:6, 6:0      |
| 2013                         | Facundo Argüello           | Máximo González           | 6:4, 6:1           |
| 2012                         | Simon Greul                | Gastão Elias              | 2:6, 7:65, 7:5     |
| 1987–2011: nicht ausgetragen |                            |                           |                    |
| 1986                         | Carlos di Laura            | Blaine Willenborg         | 1:6, 7:6, 6:3      |
| 1985                         | Mikael Pernfors            | Karel Nováček             | 6:2, 6:3           |
| 1983–1984: nicht ausgetragen |                            |                           |                    |
| 1982                         | Dominique Bedel            | Cássio Motta              | 6:2, 3:6, 7:6      |
| 1981                         | Carlos Kirmayr             | Júlio Góes                | 7:6, 6:3           |
| 1980                         | Thomaz Koch                | Carlos Kirmayr            | 6:7, 6:2, 7:6, 7:5 |
| 1979                         | Belus Prajoux              | Fernando Maynetto         | 6:2, 6:4           |

### Doppel
| Jahr                         | Sieger                                                           | Finalgegner                                                      | Ergebnis          |
| ---------------------------- | ---------------------------------------------------------------- | ---------------------------------------------------------------- | ----------------- |
| 2025                         | Juan Carlos Prado Ángelo Federico Zeballos                       | Lautaro Midón Gonzalo Villanueva                                 | 7:5, 7:5          |
| 2024                         | Roberto Cid Subervi Kaichi Uchida                                | Patrick Harper David Stevenson                                   | 5:7, 7:61, [10:6] |
| 2016–2023: nicht ausgetragen |                                                                  |                                                                  |                   |
| 2015                         | Gastão Elias Frederico Ferreira Silva                            | Cristian Garín Juan Carlos Sáez                                  | 6:2, 6:4          |
| 2014                         | Guido Andreozzi Guillermo Durán (2)                              | Facundo Bagnis Diego Schwartzman                                 | 6:3, 6:3          |
| 2013                         | Guillermo Durán (1) Máximo González                              | Víctor Estrella João Souza                                       | 3:6, 6:1, [10:5]  |
| 2012                         | Marcelo Demoliner João Souza                                     | Simon Greul Alessandro Motti                                     | 6:3, 3:6, [10:7]  |
| 1987–2011: nicht ausgetragen |                                                                  |                                                                  |                   |
| 1986                         | Gustavo Luza Gustavo Tiberti                                     | Júlio Góes Ney Keller                                            | 6:3, 6:3          |
| 1985                         | Tom Nijssen Johan Vekemans                                       | Claudio Mezzadri Ivo Werner                                      | 6:4, 2:6, 7:6     |
| 1983–1984: nicht ausgetragen |                                                                  |                                                                  |                   |
| 1982                         | Givaldo Barbosa Ricardo Ycaza                                    | Rocky Royer Magnus Tideman                                       | 6:3, 6:4          |
| 1981                         | Carlos Gattiker+ Alejandro Gattiker Givaldo Barbosa+ João Soares | Carlos Gattiker+ Alejandro Gattiker Givaldo Barbosa+ João Soares | Titel geteilt     |
| 1980                         | Jorge Andrew Markus Günthardt                                    | Paulo Cleto Carlos Kirmayr                                       | 6:3, 6:1          |
| 1979                         | Marcos Hocevar João Soares                                       | Lito Álvarez Álvaro Fillol                                       | 6:1, 6:0          |